# Dolmen de Pueyoril
Le Dolmen de Pueyoril, connu aussi sous le nom de Dolmen d'Arcusa, est un dolmen situé dans la commune de Pauls de Sasa, dans la province de Huesca, en Aragon, en Espagne,. Il a été classé Bien d'intérêt culturel en 2017.

## Situation
Le dolmen de Pueyoril est situé à 840 m d'altitude, dans la Sierra de Guara.

## Description
Bien que le dolmen, daté du IIIe millénaire av. J.-C., se soit effondré, ses supports verticaux (orthostates) et sa grande dalle de couverture sont restés sur place. Une partie de son tumulus a été réutilisée pour construire un petit mur de pierres. Se trouvant dans une zone à faible végétation, les limites de l'édifice sont clairement visibles.